# فرودگاه هاست
فرودگاه هاست (به انگلیسی: Haast Aerodrome) یک فرودگاه خصوصی است که یک باند فرود شن دارد و طول باند آن ۷۰۰ متر است. این فرودگاه در کشور نیوزلند قرار دارد و در ارتفاع ۷ متری از سطح دریا واقع شده‌است.